# 蒸気活劇 アドベンタム
『蒸気活劇 アドベンタム』（じょうきかつげき アドベンタム）は、日本の同人サークル「ASTRO PORT」による、Windowsパソコン用横スクロール型アクション・シューティングゲーム（シェアウェア）。英字表記は「Steam action : ADVENTUM」。
架空の19世紀末ヨーロッパを舞台に、戦車を操作して次々に現われる敵と戦う同人ゲームである。本項では、作品世界を共有するフリーウェアゲーム『蒸気兵団』（じょうきへいだん）についても解説する。

## 概要
ASTRO PORTのシェアウェアゲーム作品としては4作目にあたる。2009年10月8日に特設ページを公開、同月14日に体験版を公開、同年11月20日に同人ショップへの委託販売とダウンロード販売による頒布（販売）を開始した。
19世紀末ヨーロッパの架空の小国「ライポーン王国」を舞台に、同国一の富豪の娘「カシア・フラバル」と4人の仲間たちが、万能戦車である“蒸気鉄車”「アドベンタム」号を駆り、強力な軍事力を背景に世界征服へと乗り出した同国の国王に戦いを挑む物語である。後述する『蒸気兵団』の3年後の物語で、同サークルの作品にしばしば登場する宇宙人「ゴゴー軍団」との戦いにおける時系列ではごく初期を描く。
プレイヤーの操作する「アドベンタム」号は、カシアを含む3人の乗組員の構成によって攻撃方法や耐久力が変わり、また、その構成によって途中で描かれる寸劇も変化する。アドベンタム号は、跳躍したり、砲座を引き込んでかがんだり、ダッシュすることもできる。横スクロールのステージを進み、最後に現われるボスキャラクターを倒すとクリアとなる。全6ステージ構成。

## 評価
この作品は、作品自体のアイデアをはじめ、前作まで注目を集めたサークルの新作として、また、エンターブレイン公式サンプルゲームの設定を継ぐ作品として、注目された。体験版公開間もない2009年10月30日には窓の杜「週末ゲーム」にて『蒸気兵団』と共に取り上げられ、同年11月26日にはベクター「新着ソフトレビュー」に掲載、翌2010年2月3日には4Gamer.net「インディーズゲームの小部屋」にも掲載された。また、株式会社プロゲームにより催される「実況プレイ甲子園」の2010年11月の対象タイトルとして選ばれた。

## ゲームシステム

### ゲームの流れ
舞台を真横から見た画面（サイドビュー）でアドベンタム号を操作し、敵の攻撃を凌いだり、敵を倒しながらステージを進んで、最後に登場するボスキャラクターを倒すとステージクリアとなる。逆に、敵の攻撃を受けてアドベンタム号に乗っているキャラクター3人のライフが全て尽きると、ゲームオーバーとなる。
ゲームステージはアドベンタム号の動きに合わせて左右にスクロールし、任意に前進したり後退もできるが、ある程度進むごとにアドベンタム号には戻れない段差が設けられている。
アドベンタム号は、段差から落下したり、敵本体に触れても損害を受けない。しかし、敵の発射した弾や、トゲやドリルなどの装着された部位に触れると、現在の攻撃キャラクターのライフが減る。
また、アドベンタム号には活動制限時間があり、画面左下の「TIME」が0になると、現在の攻撃を担当しているキャラクターのライフが徐々に減少する。TIMEは、後述する「タイムアイテム」を取ると残量が増える。

### 操作方法
このゲームは、キーボードもしくは4つ以上ボタンを持つゲームパッドで遊ぶことができる。各キー（ボタン）の役割は、以下のとおり。
移動カーソルキーまたは十字ボタンの左右で、アドベンタム号が左右に移動または方向転換する。
砲身を上げるカーソルキーまたは十字キーの上で、砲身を斜め上に向ける。
しゃがみカーソルキーまたは十字キーの下で、車体上部を引っ込めて車高を低くし、通常なら当たる高さの敵弾を回避する。
ショットZキーまたは1ボタンを押すと、選択された武器に応じた弾を発射する。押したままで連射も可能。
ジャンプXキーまたは2ボタンを押すと、アドベンタム号が跳躍する。
武器チェンジCキーまたは3ボタンを押すと、画面下に並んだ3人のうち1つ右のキャラクターが「攻撃担当」となり、武器が変わる。
ダッシュ「しゃがみ」状態でXキー、または2ボタンを押すと、アドベンタム号が一定距離を急加速する。
スクリーンショットVキーまたは4ボタンを押すと、現在の画面の様子を撮影できる。
リセットRキーを押すと、ゲームのタイトル画面へ戻る。
ゲーム終了Escキーを押すと、ゲームを強制終了できる。

## 攻撃担当キャラクター
ゲーム開始時に、カシアを除く4人のキャラクターから2人、アドベンタム号の搭乗者を選ぶ（カシアは常に搭乗する）。5人のキャラクターは、武器による攻撃方法と威力、それにライフに以下のような特徴がある。
カシア（機関砲）弾が一直線に飛ぶ。ライフが5人の中で最も多い。
マデレーン（散弾砲）弾が砲の向きを基準にして扇状に7方向に飛ぶ。カシアに次ぎライフが多い。
ミレナ（榴弾砲）上向きの放物線を描いて飛び、着弾すると炸裂する威力の高い弾を撃つ。メレと並びライフが少ない。
メレ（誘導砲）敵を追尾する電光弾を撃つ。ミレナと並びライフが少ない。
ハンナ（火炎砲）射程が短いが高威力の火炎放射。
ゲーム中、武器チェンジボタンを押すと「攻撃担当」キャラクターが変わり、画面下の該当する搭乗者の顔アイコンに回転する歯車がつく。後述するアイテムを取得したり、敵弾で損害を被った場合、主に攻撃担当キャラクターが影響を受ける。攻撃担当キャラクターのライフが0になると現在のステージではそのキャラクターの武器は使えなくなり、自動的に右隣のキャラクター（右端のキャラクターが倒れた場合は左端のカシア）に攻撃担当が移る。倒れたキャラクターは、ステージクリア時にライフが少量回復して復帰する。

## アイテム
ゲーム中、随所に置かれた黒い「アイテムボックス」や、特定の敵を破壊したとき、アイテムが出現することがある。出現したアイテムは、アドベンタム号を重ねることにより取得できる。アイテムには以下の3種類がある。
パワーアイテム赤地に「P」と記されたアイテム。取った時点の攻撃担当キャラクターの攻撃力が1つ上がる（最大5段階）。現在の攻撃担当キャラクターの攻撃力が最大値である場合、右隣のキャラクターの攻撃力が上がる。右端のキャラクターが攻撃担当かつ攻撃力が最大値である場合は、左端のカシアの攻撃力が上がる。
ライフアイテム青地に「L」と記されたアイテム。取った時点の攻撃担当キャラクターのライフが一定量回復する。現在の攻撃担当キャラクターのライフが最大値のときは、右隣のキャラクターが回復し、右隣の最大値であればさらに右隣のキャラクターが回復する。右端のキャラクターが攻撃担当かつライフが最大値のときに取ると、左端のカシアが回復する。回復量の違う2種類あり、小さいアイテムは大きなアイテムの半分回復する。
タイムアイテム黒地に「T」と記されたアイテム。画面左下に表示される「TIME」（残り時間）を増やす。増加量の異なる2種類があり、小さいアイテムは大きなアイテムの半分増加する。

## 難易度選択
このゲームの難易度は、初回起動時には「EASY」と「NORMAL」のみが選択できる。「NORMAL」をクリアすると「HARD」が出現し、「HARD」をクリアすると「SUPER HARD」が出現する。

## リプレイ
ゲームを終えたとき「SAVE REPLAY?」で「YES」を選択すると、リプレイを記録し、タイトル画面から「REPLAY」を選んで再生することができる。再生中、ショットボタンを押すと早送りでき、ジャンプボタンを押すと再生を終了できる。

## プラクティスモード
タイトル画面で「PRACTICE」を選ぶと、難易度別に既に到達したステージを練習することができる。このモードのプレイ内容は、ハイスコアやリプレイには反映されない。

## プロローグ
西暦1890年、東欧の片隅にある小国・ライポーン王国は、世界一と言われる蒸気機関技術を誇り、それを応用した様々な兵器を建造、装甲を纏った戦闘車両「蒸気鉄車」をはじめ機械化された「蒸気兵団」と呼ばれる強大な軍事力を持つに到った。3年前に王位についた国王は、逆らう者をみな牢屋に閉じ込め、この軍事力を背景に世界征服を企んだ。
ライポーン王国一の富豪・フラバル家のおてんば娘・カシアは、国王の野望を打ち砕くため、世話係のメイド・ミレナ、フラバル家の居候である「世界一の降霊術師」マデレーン、自動書記人形に入った電気精霊・メル、ライポーン人と日本人のハーフであるハンナの4人と共に、自分たちで造り上げた蒸気鉄車「アドベンタム」号で戦いを挑むのだった。

## 登場キャラクター
カシア・フラバルライポーン王国一の資産家・フラバル家のひとり娘。直情径行のおてんば娘で、フラバル建設財団の情報から国王の野望を知り、世界征服を阻止すべく仲間と共に「アドベンタム」号で城へ向かう。
マデレーン自称「世界一の降霊術師」。行き倒れていたところをカシアに助けられ、フラバル家の居候（本人は賓客のつもり）となる。高飛車な物言いをしながらも、なぜかカシアに従っている。
ミレナ・ゼーマンカシアの世話係を務める、フラバル家のメイド。有能だが身体が弱い。おっとりと物腰柔らかい話し方をしつつも、カシアには何となく手厳しいことを言う。
メル「蒸気兵団暴走事件」（『蒸気兵団』）で囚われた仲間を救うために異世界からやって来た電気精霊。カシアにもらった自動書記人形の身体に入っており、実体は見えない。人形の手にした板に文字を書いて、カシアらと意思疎通をする。
ハンナ・アマモリ日本人の父親とライポーン人の母親を持つハーフ。日本名は「天護（あまもり）ハナ」。万能蒸気鉄車「アドベンタム」号や、その搭載武器の一つである「火炎放射器」を設計した天才発明家だが、心配性な性格。ASTRO PORTの他のゲーム作品に登場する天護博士の“おば”にあたる。

### アドベンタム号
カシアたちの乗る蒸気鉄車。下部が黒、上部が緑色に塗られた4輪車体に、頂部に半球形のキューポラを持つ四角い台座を乗せ、台座の左側面に砲塔を突き出した形状。敵との衝突程度では損傷しない堅牢な装甲を持ち、車輪を下方に突き出して跳躍したり、台座を車体に引き込んで車高を低めたり、その姿勢で一瞬だけ急加速することができる。但し、長時間活動を続けると車内が高温になる欠点がある。ハンナによって設計され、カシアらの協力で建造された。

## 世界観・用語
ライポーン王国東欧の片隅にある小国。しかしながら、優れた蒸気機関技術で軍隊の機械化を実施し、19世紀末当時、世界最強の軍事力を持っていた。
蒸気鉄車蒸気機関を搭載した戦車。スパイクやドリルを装備したり、火砲を搭載するなど、ライポーン王国でのみ発達した戦闘車両で、無限軌道ではなく車輪で走行する。
電気精霊異世界から来た知的生命体。人間の様な肉体を持たず、炎や電気の塊の様な姿をしている。「ライポーン近代史」の天護博士によれば、人魂やウィルオウィスプの正体とされる。
ゴゴー軍団ASTRO PORTのゲーム作品にしばしば登場し、それら作品に共通する世界の地球人類に多大な影響を与えた、異星人による軍事組織。「蒸気兵団暴走事件」（『蒸気兵団』）の際に初めて地球人と接触、電気精霊たちの暴動を鎮めるとライポーン王国の国王となり、その軍事力を駆使して世界征服を企んだ。ASTRO PORTのゲーム作品共通で描かれるゴゴー軍団と地球人とのかかわりについては、超電気ロボ バルカイザー#ゴゴー軍団も参照。

## 蒸気兵団
『蒸気兵団』（じょうきへいだん）は、ASTRO PORTにより2009年9月16日に発表されたシューティングゲーム（フリーウェア）。エンターブレインの『アクションゲームツクール』公式サンプルゲームの一つとして委託を受けて作られた。
地球に不時着を試みる宇宙人の空飛ぶ円盤を操作して、ライポーン王国国内で反乱を起こした電気精霊と、それによって操られるライポーン軍兵器と戦う、全1面のスコアアタック型横スクロールシューティングゲームである。『蒸気活劇 アドベンタム』の3年前（西暦1887年）の東欧を舞台とし、ASTRO PORTの作品にしばしば登場する宇宙人組織「ゴゴー軍団」と地球人類とのファーストコンタクトを描くばかりか、他の作品ではプレイヤーの敵として登場する彼らを主役に据えた作品でもある。

### ゲームシステム
宇宙船を操作して敵を倒したり攻撃をかわしながら進み、最後に登場するボスキャラクター「大精霊」の檻を壊せばゲームクリア、逆に、残機が0のときに敵の弾に当たり撃墜されるとゲームオーバーとなる。プレイヤーの宇宙船は敵本体と衝突しても損害を受けず、もっぱら敵の弾によってのみ撃墜されうる。また、宇宙船の「目」の部分にのみ当たり判定があり、他の部分に弾を受けても撃墜されない。
ステージは自動的に右から左へ（宇宙船が右へ向かって進むように）スクロールし、主に画面の右端から敵が出現する。敵は、飛行船や艦船など兵器である「蒸気兵団」と、動作などに5色の違いを持つ不定形の「電気精霊」との2者に大別される。このうち電気精霊は、撃ち落とされると即座に画面右端から再登場する。即ち、電気精霊を的確に撃ち落とすほど、新たに出現した敵と再登場した電機精霊との累積で画面内に同時に存在する敵の数が増え、攻撃が激しくなって難易度が上がると同時に高いスコア（得点）を稼ぎ易くなる。逆に電気精霊を撃たなければ画面内には新たに出現した敵しか存在しなくなるので、スコアはあまり稼げないものの難易度を上げずに進むことができる。プレイヤーの宇宙船は、スコア500点毎に残数が1機増え、最大8機まで増やすことができる。

#### 操作方法
このゲームは、キーボードもしくは2つのボタンを持つゲームパッドで遊ぶことができる。
自機の移動カーソルキーまたは十字キーで、宇宙船を上下左右に移動させる。
ショットXキーまたはAボタンで、前方（画面右側）へ弾を発射する。押し続けると連射も可能。
ガードマインDキーまたはBボタンで、後述する「ガードマイン」を設置する。
ポーズスペースキーまたはRボタンで、ゲームを一時停止させる。

#### ガードマイン
プレイヤーの宇宙船は、弾を撃つほかに、付近に「ガードマイン」を設置できる。ガードマインは設置した位置に3秒間留まり、宇宙船をガードマインの後方（画面上で左側）に置くと敵の弾を防ぐ盾となる。また、ショットボタンを押すと画面の斜め右上に向けて「対空ショット」、斜め右下に向けて「対地爆弾」を発射する。ガードマインは設置から3秒経過すると消滅するが、その際に強力な「プラズマ弾」となって宇宙船の居る方向へ飛び、進路上の敵を攻撃する。ガードマインの設置数は初期値では2個、ゲーム中に飛来するアイテムを取ると最大10個まで上限数が増えるが、自機が被弾すると2個に戻ってしまう。

### プロローグ
西暦1887年、優れた科学力によって世界一の蒸気機関技術を確立した東欧の小国・ライポーン王国は、次に電気技術の開発を試みた。電気を手に入れるために王国の科学者らが考えた方法は、異世界から「電気精霊」を召喚して容器に閉じ込め、それが消滅するまで放電させるという乱暴なもので、これに怒った電気精霊たちは暴動を起こし、ライポーン王国の誇る蒸気機関兵器群「蒸気兵団」を暴走させてライポーン王国を攻撃し始めた。
ちょうどその頃、地球付近で遭難した宇宙人の深宇宙探査艇が、ライポーン王国上空に差し掛かった。電気精霊たちは、その不審な飛行物体にも襲い掛かり、レーザー銃と探査ポッドを改造した「ガードマイン」しかない宇宙船は、応戦を余儀なくされた。